# Christian Kalkbrenner
Christian Kalkbrenner (Hann. Münden, Alemanya, 22 de setembre de 1755 - París, França, 10 d'agost de 1806) fou un compositor alemany.
Fou corista de l'òpera de Cassel, i el 1790 se'l nomenà mestre de capella del príncep Enric, a Rheinsberg, càrrec que ja havia desenvolupat abans a la cort de Berlín. El 1796 es traslladà a Nàpols i el 1799 fou director de cant de l'Òpera de Berlín.
Les seves composicions, tant les dramàtiques com les instrumentals, són d'escàs valor i encara menys originalitat, ja que estan fetes quasi exclusivament sobre motius d'altres compositors. Fou també amb Lachnith, l'autor del detestable arranjament del Don Giovanni de Mozart, representat a l'Òpera de París el 1805.

## Obres publicades
- Theorie der Tonstzkunst, (Berlín, 1789)
- Kurzer abríss der Geschichte der Tonkunst, (Berlín, 1792)
- Histoire de la musique, (París, 1802)

i una traducció del Tractat d'harmonia de Richter.
Era pare del també compositor Friedrich Kalkbrenner (1788-1849)